# Heinrich August Wrisberg
Heinrich August Wrisberg (20. juni 1739 i Sankt Andreasberg i Harzen—29. marts 1808 i Göttingen) var en tysk anatom og gynækolog. 
Wrisberg var ordentlig professor ved Göttingens Universitet og direktør for det anatomiske institut, efter at have taget doktorgraden 1763. Wrisberg var specielt nerveanatom; han studerede især nervus vagus (Observationes anatomicæ de quinto pare nervorum encephali, 1777), og beskrev det sympatiske nervesystem i sine i tre afsnit delte Observationes anatomicæ de nervis viscerum abdominalium (1780—1808). Wrisbergs navn er knyttet til ganglion cardiacum magnum, til en del af hørenerven og til forskellige dannelser i strubehovedet. Han er endvidere kendt ved sine fortrinlige udgaver af Albrecht von Hallers og Johann Georg Roederers værker.